# Бемент, Линда
Линда Бемент (англ. Linda Bement; 2 ноября 1941, Солт-Лейк-Сити — 19 марта 2018, Солт-Лейк-Сити) — победительница конкурсов Мисс США 1960 и Мисс Вселенная 1960.

## Биография
Линда Бемент родилась 2 ноября 1941 года в городе Солт-Лейк-Сити в американском штате Юта.

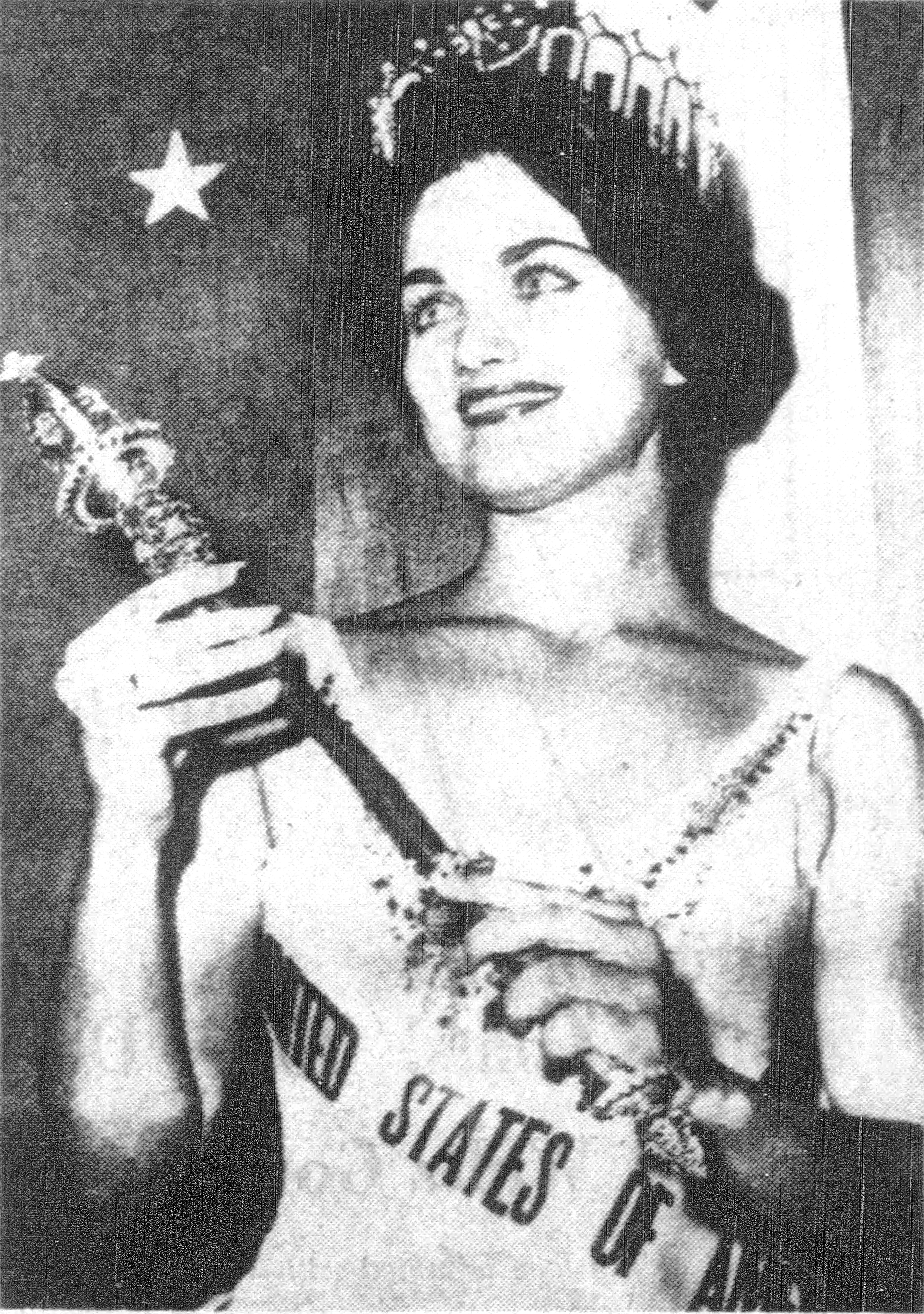
Линда Бемент

Она третья Мисс США, которая выиграла титул Мисс Вселенная. Конкурс 1960 года широко освещался средствами массовой информации.
В 1962 году она вышла замуж за панамского жокея Мануэля Иказа. В этом брачном союзе у них родились двое детей, но, несмотря на это, в ноябре 1969 года они развелись.
Посещала Церковь адвентистов седьмого дня.
Линда Бемент умерла естественной смертью 19 марта 2018 года в своем доме в родном городе.